# 태무
태무(太戊)는 상나라의 10대 군주이다. 태어날 때의 이름은 자밀(子密) 또는 자주(子伷)이다. 
사마천의 사기에 의하면 형인 옹기에 이은 상나라의 9대 군주였다. 현인 이척(伊陟)을 재상으로 해 상나라를 부흥시켰다. 입궐하지 않았던 제후도 이 때에는 입궐하게 되었다고 한다. 75년간 통치하였고 중종(中宗)으로도 불리며 아들인 중정이 뒤를 이었다.
은허에서 발굴된 갑골문에 따르면 삼촌인 소갑에 이어 상나라의 7대 군주가 되었고 대무(大戊)라는 시호를 받았으며 동생인 옹기가 뒤를 이었다고 한다. 